# Andy Campbell (calciatore)
Andrew Paul Campbell, noto anche come Andy Campbell (Middlesbrough, 18 aprile 1979), è un ex calciatore inglese, di ruolo attaccante.

## Carriera

### Club
Ha giocato nella prima divisione inglese.

### Nazionale
Ha partecipato agli Europei Under-21 del 2000.